# اکرم نقاش
اکرم نقاش (عربی: أكرم نقاش؛ زادهٔ ۷ آوریل ۲۰۰۲) بازیکن فوتبال اهل مراکش است.
وی همچنین در تیم‌های ملی فوتبال زیر ۱۷ سال مراکش و زیر ۲۳ سال مراکش بازی کرده است.